# 1913年倫敦條約
1913年倫敦條約（Συνθήκη του Λονδίνου (1913)）是在1912年至1913年倫敦會議中簽訂的條約，在1913年5月30日簽訂。《倫敦條約》是處理鄂圖曼帝國和巴爾幹同盟的第一次巴尔干战争結束後，領土的變動問題。
條約宣布奥斯曼帝国放棄除君士坦丁堡附近領土以外所有在巴爾幹半島的領地；保加利亞則取得了馬其頓，阿爾巴尼亞地區成立新的阿爾巴尼亞共和國，但不是完全獨立。

## 歷史
巴爾幹同盟（塞爾維亞、希臘、保加利亞王國、黑山）獲勝，打敗了鄂圖曼帝國，代表大國有英國、德國、俄羅斯、奧匈帝國、和義大利。
敵對行動正式停止於1912年12月2日，除了沒參加第一次休戰的希臘。三個主要有爭議的點：
- 今阿爾巴尼亞的領土，絕大部分都被塞爾維亞、黑山、希臘所侵占
- 因《柏林條約》的關係，新帕扎爾的桑札克（英语：Sanjak of Novi Pazar）正式受到奧匈帝國的保護
- 其他被盟軍佔領的地方 科索沃、馬其頓和色雷斯

該條約在1912年12月期間在倫敦舉辦國際會議進行協商，宣布阿爾巴尼亞於1912年11月28日獨立。
奧匈帝國和義大利強力支持讓阿爾巴尼亞獨立，某種程度上，這與奧匈帝國以前阻止塞族擴張到亞得里亞海的方針相一致；義大利對領土的規劃以便在日後入侵阿爾巴尼亞，俄羅斯支持塞爾維亞以及黑山。德國和英國保持中立。巴爾幹同盟成員的權力平衡受到嚴重打擊，因為他們已經假設阿爾巴尼亞不會獨立，且其領土將被分割。

## 外部連結
- Chronology of the 1913 London Peace Conference（页面存档备份，存于）